# پلنمکا
پلنمکا (انگلیسی: Planmeca) شرکت تجهیزات پزشکی فنلاندی است، که در سال ۱۹۷۱ توسط هایکی کیوستیلا تأسیس شد.